# Temples of Boom
Temples of Boom — музичний альбом гурту Cypress Hill. Виданий 1995 року лейблами Ruffhouse, Columbia, SME. Загальна тривалість композицій становить 55:30. Альбом відносять до напрямку реп.

## Список пісень
1. «Spark Another Owl»
2. «Throw Your Set in the Air»
3. «Stoned Raiders»
4. «Illusions»
5. «Killa Hill Niggas»
6. «Boom Biddy Bye Bye»
7. «No Rest for the Wicked»
8. «Make a Move»
9. «Killafornia»
10. «Funk Freakers»
11. «Locotes»
12. «Red Light Visions»
13. «Strictly Hip Hop»
14. «Let It Rain»
15. «Everybody Must Get Stoned»